# Kongsvinger
Kongsvinger là một thị xã và là một đô thị hạt Hedmark, Na Uy. Nó là một phần của khu vực truyền thống của Glåmdal. Trung tâm hành chính của đô thị này là thị xã Kongsvinger. 
Đô thị này gồm 2 khu vực đất năm ở hai bên sông Glomma với diện tích khoảng 5,2 km vuông (2 dặm vuông) đã được tách ra từ Vinger là một thị trấn tên là Kongsvinger theo Hiến pháp năm 1854. Các đô thị Vinger và Brandval được sáp nhập với Kongsvinger ngày 1 tháng 1 năm 1964. Đô thị mới Kongsvinger đã có một thời gian ngắn mất tư cách đô thị sau khi hợp nhất này, nhưng sau đó phục hồi lại với trạng thái thị trấn của mình.